# De Schietere de Lophem

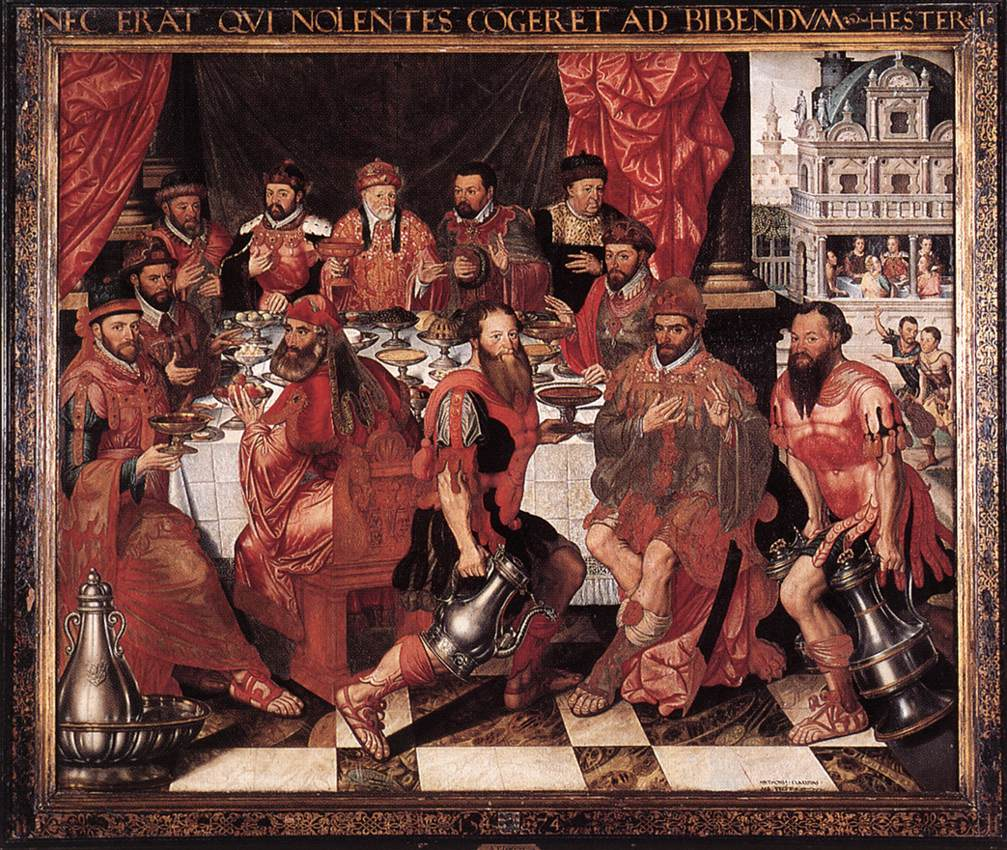
Antoon Claeissens, Banquet de Béjaune, 1574 (Musée Groeninge, Bruges). Un banquet offert par Jean de Schietere au Magistrat de Bruges. Jean de Schietere apparaît du côté gauche.

La famille de Schietere de Lophem est une famille de la noblesse belge. Cette famille dont la première source remonte au XIIIe siècle est originaire du comté de Flandre, où elle était active dans la gestion de la ville de Bruges et du village de Lophem (en néerlandais : Loppem) en Flandre-Occidentale. Cette famille trouve ses sources dans la ville de Audenarde, où Pierre de Schietere acquit le droit de bourgeoisie le 8 juin 1291. Cependant la première mention du nom date de 1288 dans un registre de l'abbaye Saint-Pierre de Gand. La filiation suivie prouvée par actes remonte quant à elle à 1352. Le 24 octobre 1623 le roi Philippe IV d'Espagne crée Nicolas de Schietere chevalier par lettres patentes, pour les bonnes relations et sa fidélité à la couronne espagnole.
Nicolas de Schietere était cependant l'auteur de la branche cadette de la famille. Le 17 septembre 1641 concession de chevalerie à Charles de Schietere, seigneur de Lophem.

## Jean de Schietere (1535-1575)
Jean de Schietere seigneur d'Avergheers et de Voorde épousa le 5 juillet 1559 Catherine de Damhouder (fille du chevalier Josse de Damhouder, docteur dans les deux droits et conseiller du roi, dans le Conseil des Domaines et Finances) dans la collégiale Saint-Michel-et-Gudule à Bruxelles. Jean de Schietere était impliqué dans la politique et l'administration de la ville de Bruges. Il entra en 1557 dans la magistrature de Bruges en tant que conseiller. Il fut échevin à trois reprises, trésorier-rentier, trésorier principal. Il était aussi membre de la société chevaleresque des arbalétriers de St-Georges. Jean et Catherine avaient eu sept enfants dont cinq survécurent jusqu'à l'âge adulte. Les enfants du couple étudièrent en Espagne, à Salamanque mais aussi à Paris, en Allemagne et en Italie. C'est probablement Daniel de Schietere qui fut le plus important parce qu'il fut personnellement recommandé par le roi Philippe II d'Espagne à Alexandre Farnese dans une lettre datée du 23 mai 1591. Quand Jean de Schietere mourut en 1575, il laissa son épouse Catherine seule avec cinq enfants, et à la tête d'une fortune. Elle acheta encore quelques propriétés, notamment du terrain à Lophem.  

## Château de Ter Loo

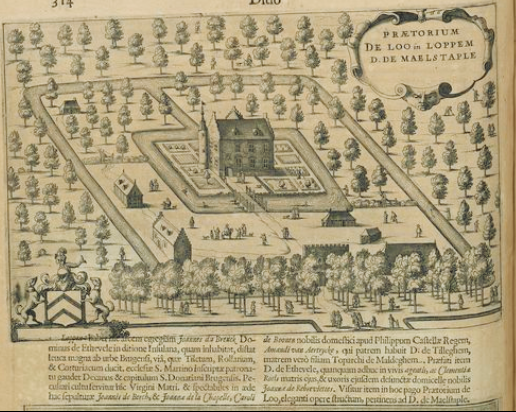
Représentation du vieux château de Ter Loo, comme il était au XVIIe siècle.

Le château de Ter Loo fût acquis par Daniel de Schietere en 1551. Ce château situé dans le village de Lophem était durant près de quatre siècles le siège de la famille.